# Jean-Luc Jonrond
Jean-Luc Jonrond, né le 15 août 1966 à Bron (Rhône), est un coureur cycliste et dirigeant d'équipe cycliste français.

## Carrière
Coureur professionnel pour la RMO en 1990 et 1991, il remporte notamment durant cette période une étape du Circuit de la Sarthe. Il devient par la suite directeur sportif adjoint puis directeur sportif principal de l'équipe Jean Delatour de 2000 à 2003. De 2008 à 2012, il est directeur adjoint de Cofidis avant de devenir directeur sportif en 2013.

## Palmarès et résultats

### Palmarès par année
- 1985
  - 2e de la Polymultipliée lyonnaise
- 1987
  - 3e du Tour du Béarn
- 1988
  - 2e du Tour du Béarn
- 1989
  - Championnat du Lyonnais
  - Grand Prix Mathias Nomblot
  - Tour du Béarn
  - 2e du Trophée Mavic
  - 3e du Tour de Franche-Comté
- 1991
  - 4eb étape du Circuit de la Sarthe
- 1992
  - Dijon-Le Creusot
  - 2e d'Annemasse-Bellegarde et retour
  - 2e des Boucles du Tarn
  - 2e du Tour de l'Ain
  - 2e du Souvenir Thierry-Ferrari
  - 3e du Tour Nord-Isère

### Résultats sur les rands tours

#### Tour d'Espagne
1 participation
- 1991 : abandon (10e étape)